# Jauja (tỉnh)
Tỉnh Jauja (tiếng Tây Ban Nha: Provincia de Jauja) là một tỉnh thuộc vùng Junín của Peru. Tỉnh Jauja có diện tích 3749 km², dân số thời điểm theo điều tra dân số ngày 11 tháng 7 năm 1993 là 104828 người. Tỉnh lỵ đóng ở Jauja.